# Балашевка
Бала́шевка (бел. Бала́шаўка) — деревня в Речицком районе Гомельской области Беларуси. В составе Комсомольского сельсовета.

## География

### Расположение
В 30 км на северо-запад от Речицы и железнодорожной станции в этом городе, в 80 км от Гомеля.

## Транспортная система
Транспортная связь по просёлочной, а затем по автодороге Светлогорск — Речица.
В деревне 15 жилых домов (2004 год). Планировка складывается из прямолинейной, ориентированной с юго-востока на северо-запад, улицы. Застройка деревянными домами.

### Водная система
На окраине деревни река Крапивинка (приток Березины).

## История
Деревня основана во 2-й половине XIX века в Горвальской волости Речицкого уезда Минской губернии. В 1885 году являлась хутором. В нём находились винокурня и ветряная мельница. Входила в состав поместья Горваль и принадлежала Р. Ф. Менгдену.
С 8 декабря 1926 года до 1935 год являлась центром Балашевского сельсовета. В деревне функционировали школа и изба-читальня. В 1930 году организован колхоз. Действовала кузница. Во время Великой Отечественной войны в деревне была база партизанского отряда «За Родину». На фронтах погибли 30 жителей деревни. В июне 1943 года оккупанты полностью сожгли деревню и убили 11 местных жителей. В 1959 году деревня входила в состав совхоза «Комсомолец» с центром в деревне Комсомольск.

## Население

### Численность
2004 год — 15 дворов, 18 жителей.

### Динамика
- 1897 год — 25 дворов, 201 житель (согласно переписи).
- 1908 год — 38 дворов, 222 жителя.
- 1940 год — 41 двор, 203 жителя.
- 1959 год — 185 жителей (согласно переписи).
- 2004 год — 15 дворов, 18 жителей.